# Pardosa bargaonensis
Pardosa bargaonensis är en spindelart som beskrevs av Gajbe 2004. Pardosa bargaonensis ingår i släktet Pardosa och familjen vargspindlar. Inga underarter finns listade i Catalogue of Life.